# Costa d'Or
|  | Aquest article tracta sobre el departament francès. Pel que fa a altres significats, vegeu Costa d'Or (desambiguació). |

Costa d'Or (francès: Côte-d'Or) és un departament francès situat a la regió de Borgonya - Franc Comtat. És també un dels departaments més grans de la metròpoli amb 8.763 km². La seva capital és Dijon.

## Geografia
El departament és situat en el centre de França. Limita al nord amb Aube, al nord-est amb Alt Marne, a l'est amb Alt Saona, al sud-est amb Jura, al sud amb Saona i Loira i a l'oest amb Nièvre i Yonne.

## Història
La Costa d'Or és un dels vuitanta-tres departaments creats el 4 de març de 1790, per l'Assemblea Constituent, en aplicació de la llei del 22 de desembre de 1789, durant la Revolució francesa. Es formà a partir d'una part de l'antiga província de Borgonya.
De 1960 a 2015 la Costa d'Or fou un departament de la regió de Borgonya.

## Administració
El govern de la república està representat al departament per un prefecte.
El departament és dividit en 3 districtes, 23 cantons, 19 estructures intercomunals i 704 comunes.